# Matti Vanhanen
Matti Taneli Vanhanen (n. 4 noiembrie 1955, Jyväskylä) este un om politic finlandez, prim-ministru al Finlandei între 2003 și 2010. Vanhanen este considerat un expert în afaceri cu Uniunea Europeană. Vanhanen face parte din Partidul Centrist (Suomen Keskusta).
În 1991 Vanhanen a devenit parlamentar, și a fost în special interesat în probleme ecologice. A fost oponent major a construcției unei noi centrale nucleare în Finlanda. Deși Vanhanen este considerat ca expert în afaceri cu Uniunea Europeană, este considerat ca sceptic în afacerile acestea, fiind mare critic a lui Valery Giscard d'Estaing, preșendintele Convenției Europene, și a gândurilor sale despre o Europă mai unită.
Vanhanen are doi copii și este cunoscut pentru abstinența lui personală de la alcool.